# Episode 2 (Twin Peaks)
"Episode 2", também conhecido como "Zen, or the Skill to Catch a Killer", é o terceiro episódio da primeira temporada da série dramática Twin Peaks. Ele foi escrito pelos criadores e produtores executivos Mark Frost e David Lynch. Apresenta personagens regulares da série Kyle MacLachlan, Michael Ontkean, Ray Wise e Richard Beymer; e apresenta Michael J. Anderson como O Homem de Outro Lugar, Miguel Ferrer como Albert Rosenfield e David Patrick Kelly como Jerry Horne.
Twin Peaks se concentra na investigação do assassinato da estudante Laura Palmer (Sheryl Lee), na pequena cidade rural do estado de Washington que dá nome à série. Nesse episódio, o agente Dale Cooper conta ao xerife Harry S. Truman e seus oficiais sobre seu método único para diminuir a lista de suspeitos do assassinato de Laura Palmer. Enquanto isso, o cínico colega de Cooper, Albert Rosenfield, chega na cidade, e Cooper tem um estranho sonho que leva a investigação para outro nível.
"Episode 2" foi exibido pela primeira vez em 19 de abril de 1990 pela ABC, e foi assistido por 19.2 milhões de domicílios nos Estados Unidos, equivalendo aproximadamente 21% do público disponível no horário. O episódio muito bem recebido, sendo considerado pela crítica como uma produção televisiva pioneira. Ele influênciou, e foi parodiado, por várias outras séries. Leituras acadêmicas de "Episode 2" destacaram a representação de heurística, um conhecimento prévio, e as conotações sexuais presentes nas ações de vários personagens.

## Enredo
A família Horne – Ben, Audrey e Johnny – são interrompidos durante seu jantar pela chegada do irmão de Ben, Jerry. Os irmãos comem um pedaço de queijo junto com pão enquanto Ben conta a Jerry sobre o assassinato de Laura Palmer e o fracasso do Projeto Ghostwood. Os dois decidem visitar o Jack Caolho, um bordel e cassino localizado do outro lado da fronteira com o Canadá.
Bobby Briggs e Mike Nelson dirigem pela floresta para pegar uma entrega de cocaína, porém são emboscados por Leo Johnson, que exige que os dois lhe paguem sua dívida de dez mil dólares. Leo também insinua saber que Bobby está tendo um caso com sua esposa, Shelly. No dia seguinte, Bobby visita Shelly e descobre que Leo bateu nela.
Dale Cooper recebe um telefonema do Oficial Hawk dizendo que um homem sem braço foi visto perto do leito de Ronette Pulaski no hospital. Na manhã seguinte, Cooper reúne o Xerife Harry S. Truman, Hawk, o Oficial Andy Brennan e a recepcionista Lucy Moran em uma clareira para demonstrar seu método incomum para eliminar suspeitos de uma investigação. Enquanto o nome de cada suspeito e dito em voz alta, Cooper joga uma pedra em uma garrafa colocada a certa distância. Toda vez que ele acerta a garrafa, ele considera o nome como importante para o caso. O método destaca Leo Johnson e o psiquiatra Lawrence Jacoby. O colega de Cooper no FBI, Albert Rosenfield, chega em Twin Peaks mais tarde, imediatamente criando um animosidade com Truman.
James Hurley e Donna Hayward discutem sua nova relação, se beijando no sofá de Donna. Em outro lugar, Leland Palmer, ainda de luto pela morte de sua filha, dança em sua sala, chorando, enquanto segura um retrato de Laura. Ele quebra a moldura, cortando as mãos, e sua esposa Sarah grita para ele parar.
Cooper vai dormir em seu quarto de hotel, tendo um estranho sonho que se passa em uma sala decorada com cortinas vermelhas. O Homem de Outro Lugar e Laura Palmer falam com ele de forma dissonante e desconexa; Laura então sussurra algo em seu ouvido. Cooper acorda e telefona para Truman, declarando saber quem é o assassino.

## Produção
"... Todo mundo teve essa experiência, como ter uma conversa sob a influência de alguma coisa tarde da noite. Você chega a um ponto em que você parece saber de algo. E na manhã seguinte, é absurdo ou você esqueceu ... Foi como um começo para alguma coisa que era misteriosa e tentadora."

—David Lynch, comentando o final do episódio.
"Episode 2" foi o segundo episódio de Twin Peaks dirigido pelo criador David Lynch, que já havia comandado "Pilot", e que dirigiria outros quatro episódios da série. O episódio foi escrito por Lynch e o co-criador mark Frost; a dupla havia co-escrito os dois episódios anteriores. Frost escreveria outros oito roteiro depois de "Episode 2", enquanto Lynch apenas um – o primeiro episódio da segunda temporada, "Episode 8".
"Episode 2" apresenta o personagem d'O Homem de Outro Lugar, interpretado por Michael J. Anderson. A Sala Vermelha vista na cena final do episódio foi criada por Lynch para o lançamentou europeu de "Pilot", e originalmente não seria parte da série norte-americana. Porém, Lynch ficou tão satisfeito com o resultado que decidiu incorporá-la. Posteriormente seria revelado que a Sala Vermelha era a sala de espera do Black Lodge, uma dimensão mística que faz fronteira com a cidade de Twin Peaks. O diretor afirma ter concebido a maior parte da sequência em uma noite fria enquanto esperava o chassi de seu carro esfriar, associando ideias. Lynch havia conhecido Anderson em 1987 enquanto trabalhava em Ronnie Rocket, um projeto sobre "eletricidade e um cara ruivo de dois metros" que foi abandonado. Ele lembrou imediatamente do ator ao pensar no Black Lodge.

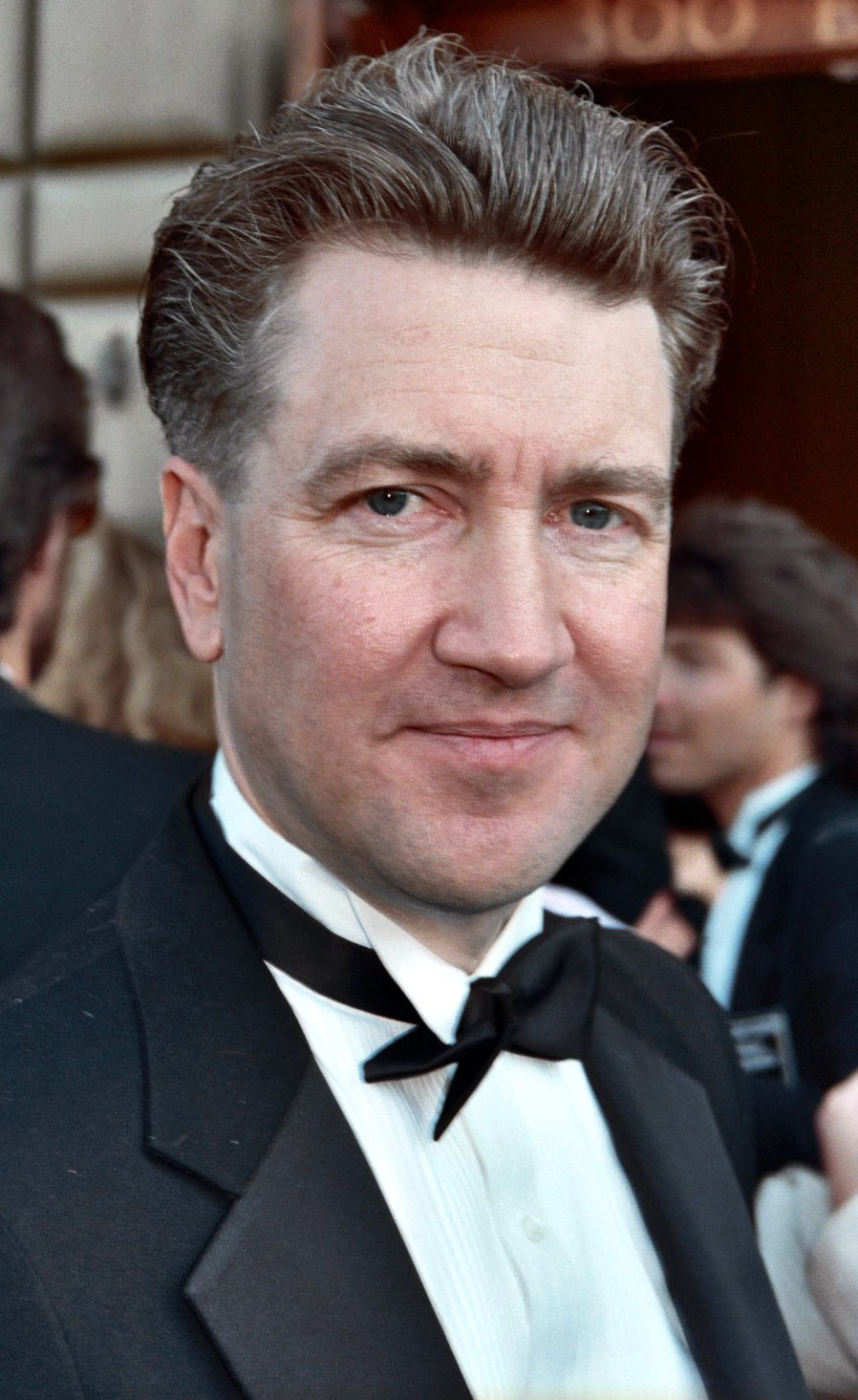
Lynch criou os visuais do episódio enquanto trabalhava em Ronnie Rocket.

Miguel Ferrer, que teve sua primeira aparição como o Agente Albert Rosenfield em "Episode 2", havia conhecido Lynch enquanto trabalhava em outro projeto que nunca foi feito. Lynch lembrou-se de Ferrer ao selecionar o elenco de Twin Peaks, lhe enviando uma cópia dos roteiros de "Episode 1" e "Episode 2". Ferrer não conseguiu entender os roteiros até Frost lhe dar uma cópia de "Pilot", que desfez a confusão do ator.
Os diálogos da sequência do sonho usam uma distinta forma de fala invertida. Isso foi conseguido gravando as falas dos atores foneticamente invertidas, e tocando esse áudio de trás para frente. Lynch havia começado a experimentar a técnica em 1971, e originalmente planejou usá-la em seu primeiro filme, Eraserhead, antes de finalmente usá-la neste episódio. Ao descrever o processo de aprender suas falas ao contrário, Anderson disse que primeiro trabalhava nos fonemas de cada palavra ao invés de lê-las de trás para frente; ele também desconsiderava a inflexão de alguma palavra já que isso ajudava a reforçar o efeito dissonante do resultado final. O áudio final foi alterado com um pequeno efeito de reverberação. Os atores também precisaram fazer seus movimentos ao contrário, já que elementos da cena seriam invertidos completamente.
Frank Byers, o diretor de fotografia de "Episode 2", afirmou que a principal inspiração para o uso de lentes grande-angulares e da suave iluminação de todo o episódio foi o filme Touch of Evil, de Orson Welles. Byers usou iluminação adicional apenas em cenas que achava necessário, escolhendo trabalhar apenas com a luz natural da locação ou do cenário usado no momento, além de iluminar certas cenas a partir do chão quando a iluminação adicional era requerida. A locação usada para o Jack Caolho apareceu apenas em outro episódio da série, com as imagens para os dois episódios sendo gravadas no mesmo dia. Quando a local voltou na segunda temporada, um cenário foi construído para representar outra seção do prédio. Todo o elenco feminino foi deliberadamente iluminado com luzes suaves, já que isso ajudava a criar uma "aparência de conforto e inocência".
Kimmy Robertson, que interpretou Lucy Moran, afirmou que o estilo de direção de Lynch era hipnótico, descobrindo que sua abordagem de perguntas e respostas era única dentre os diretores que ela já trabalhou. A atriz também disse que durante a gravação da cena em que Cooper joga pedras na garrafa, Lynch "se sentou com o elenco e disse a Kyle que ele iria acertar a garrafa ... Kyle acertou, e todos ficaram se assustaram. Foi como se David tivesse usado o poder do universo".

## Temas
Cenas de "Episode 2" – especialmente a do lançamento das pedras – foram citadas como uma introdução do lado espiritual do personagem de Dale Cooper, algo que seria mais tarde explicado em "Episode 16". Simon Riches, em dissertação parte do livro The Philosophy of David Lynch, percebeu que a sequência do sonho na Sala Vermelha é um exemplo da dificuldade de racionalizar um conhecimento prévio – a "falta de evidências empíricas de que ... existe uma capacidade de intuição" na mente, representada pelo "não-físico" (a Sala Vermelha). A abordagem heurística de Cooper "intencionalmente evita o caminho normal da dedução via lógica, pistas ou músculo". O fato do protagonista da série abraçar uma maneira intuitiva de dedução coloca Twin Peaks "contra a tendência naturalista de filosofia analítica". A abordagem irreal é uma marca de Lynch, que, de acordo com Greg Olson em seu livro Beautiful Dark, "sempre se apresentou primeiro como artista, um homem fascinado pelo reino espiritual que comprometeu-se em expressar sua vida interior".
O episódio baseia-se em surrealismo, algo que foi visto como "um grande distanciamento do social realismo presente na televisão dramática". O episódio faz uso extensivo de cores fortes e ângulos de câmera incomuns – particularmente, Helen Wheatley, autora de Gothic Television, descreve a palheta marrom e os baixos ângulos para representar Leland Palmer como "um clima de terror doméstico", que serve de pista para sua eventual revelação como assassino da filha. A dança de Palmer enquanto segura a foto de Laura foi vista como "uma metáfora consagrada pelo tempo para o casamento" e uma "ciranda incestuosa" de seu passado abusivo. Tanto incesto quanto violência sexual se tornariam temas recorrentes em Twin Peaks, com exemplos incluindo o assassinato e possível molestação de Maddy Ferguson por Palmer e o quase incesto de Benjamin Horne com sua filha mascarada no bordel do Jack Caolho.